# Archie Norman
Archibald John Norman (né le 1er mai 1954) est un homme d'affaires et un politicien britannique.
Il est le seul président d'un entreprise du FTSE 100 à avoir siégé à la chambre des communes.
Archie Norman dirige la société de distribution Asda de 1991 en tant que directeur et de président du conseil d'administration de 1996 à 1999.
Le 18 novembre 2009, Norman est nommé PDG du groupe audiovisuel ITV à partir de janvier 2010.